# Мастрати (Казерта)
Мастрати је насеље у Италији у округу Казерта, региону Кампанија.
Према процени из 2011. у насељу је живело 172 становника. Насеље се налази на надморској висини од 148 м.